# 2-アセト乳酸ムターゼ
2-アセト乳酸ムターゼ(2-acetolactate mutase、EC 5.4.99.3)は、以下の化学反応を触媒する酵素である。
2-アセト乳酸 {\displaystyle \rightleftharpoons } 3-ヒドロキシ-3-メチル-2-オキソブタン酸
従って、この酵素の基質は2-アセト乳酸、生成物は3-ヒドロキシ-3-メチル-2-オキソブタン酸である。
この酵素は異性化酵素、特にその他の基を移す分子内転位酵素に分類される。系統名は、2-アセト乳酸 メチルムターゼ(2-acetolactate methylmutase)である。この酵素は、バリン、ロイシン、イソロイシンの生合成に関与している。補因子としてアスコルビン酸を必要とする。